# Episodi di Bravo Dick (terza stagione)
La terza stagione della serie televisiva Bravo Dick è stata trasmessa in anteprima negli Stati Uniti d'America dalla CBS tra il 15 ottobre 1984 e il 27 maggio 1985.
| nº | Titolo originale                      | Titolo italiano | Prima TV USA     | Prima TV Italia |
| -- | ------------------------------------- | --------------- | ---------------- | --------------- |
| 1  | Tell a Lie, Get a Check               |                 | 15 ottobre 1984  |                 |
| 2  | Twenty Year Itch                      |                 | 22 ottobre 1984  |                 |
| 3  | A Hunting We Will Go                  |                 | 29 ottobre 1984  |                 |
| 4  | Miss Stephanie                        |                 | 5 novembre 1984  |                 |
| 5  | But Seriously, Beavers                |                 | 12 novembre 1984 |                 |
| 6  | Tickets, Please                       |                 | 19 novembre 1984 |                 |
| 7  | Poor Reception                        |                 | 26 novembre 1984 |                 |
| 8  | The Fan                               |                 | 3 dicembre 1984  |                 |
| 9  | Happy Trials to You                   |                 | 10 dicembre 1984 |                 |
| 10 | Georgie's Girl                        |                 | 31 dicembre 1984 |                 |
| 11 | Pillow Fight                          |                 | 7 gennaio 1985   |                 |
| 12 | Local Hero                            |                 | 14 gennaio 1985  |                 |
| 13 | Dick Gets Larry's Goat                |                 | 4 febbraio 1985  |                 |
| 14 | Once I Had a Secret Love              |                 | 11 febbraio 1985 |                 |
| 15 | Lady in Wading                        |                 | 18 febbraio 1985 |                 |
| 16 | Look Homeward, Stephanie              |                 | 25 febbraio 1985 |                 |
| 17 | My Fair Larry                         |                 | 4 marzo 1985     |                 |
| 18 | You're Nobody 'til Somebody Hires You |                 | 11 marzo 1985    |                 |
| 19 | Out with the New, Inn with the Old    |                 | 18 marzo 1985    |                 |
| 20 | R.I.P. Off                            |                 | 8 aprile 1985    |                 |
| 21 | The Prodigal Darryl                   |                 | 6 maggio 1985    |                 |
| 22 | What Makes Dick Run                   |                 | 27 maggio 1985   |                 |